# Organización territorial de Chipre

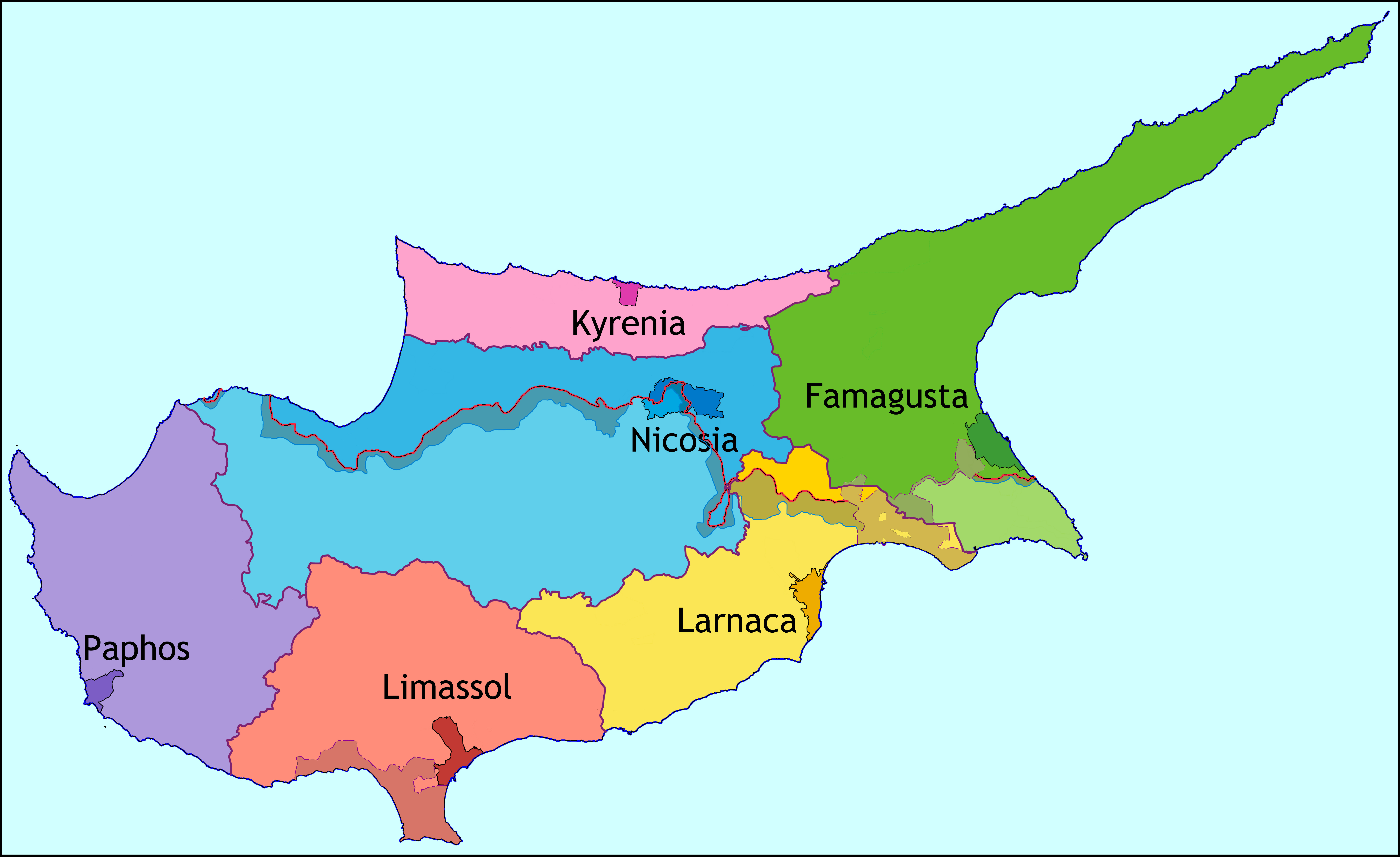
División Política de Chipre.

La República de Chipre se encuentra dividida en seis distritos administrativos:
| Distrito              | Extensión (km²) | Población |
| --------------------- | --------------- | --------- |
| Distrito de Famagusta | 1979            | 54.318    |
| Distrito de Kyrenia   | 640             | 62.158    |
| Distrito de Lárnaca   | 1129            | 134.400   |
| Distrito de Limassol  | 1396            | 235.056   |
| Distrito de Nicosia   | 2719            | 350.035   |
| Distrito de Pafos     | 1389,8          | 100.175   |

## Distritos en manos de la República Turca del Norte de Chipre
Cada distrito está gobernado por un representante del gobierno central. Los distritos de Famagusta, Kyrenia y parte del de Nicosia se encuentran enclavados dentro de la autoproclamada República Turca del Norte de Chipre (en turco: Kuzey Kıbrıs Türk Cumhuriyeti [KKTC]). Sin embargo, este estado de facto posee su propia organización territorial.
A su vez, los territorios de las bases de soberanía de Acrotiri, en el sur de la isla, y de Dhekelia, hacia el este, están bajo el mando de un administrador designado por el Reino Unido. En estos territorios existen bases militares del Reino Unido.
- Datos: Q8435708
- Multimedia: Subdivisions of Cyprus / Q8435708